# Parafia Podwyższenia Krzyża Świętego w Zborowskiem
Parafia Podwyższenia Krzyża Świętego w Zborowskiem – parafia rzymskokatolicka, znajdująca się w diecezji opolskiej, w dekanacie Olesno.

## Historia parafii
Parafia powstała w 1926 r. z miejscowości wydzielonej z par. Lubecko. W 1980 r. z parafii wyodrębniono nową parafię w Ciasnej.

## Liczebność i obszar parafii
W parafii zamieszkuje ok. 1038 wiernych. Obejmuje wieś Zborowskie oraz przysiółek Stasiowe. Do parafii należy Publiczna Szkoła Podstawowa w Zborowskiem oraz Publiczne Przedszkole w Zborowskiem. 

## Proboszczowie
- ks. Alfons Schiwoń (1922–1932)
- ks. Karol Thiersch (1932–1943)
- ks. Alojzy Gottschalk (1943–1947)
- ks. Roman Kulesa (1947–1981)
- ks. Jan Grochla (od 1982)[2]